# Stowarzyszenie Słupskiej Koszykówki Czarni Słupsk
Lo S.S.K. Czarni Słupsk è una società cestistica avente sede a Słupsk, in Polonia. Fondata nel 1989, gioca attualmente nel campionato polacco.

## Storia
Debutta nel campionato polacco nella stagione 1999-2000, dove ottiene l'ottava posizione finale. Nelle stagioni 2005-06 e 2010-11 ottiene il terzo posto finale, nonché il migliore piazzamento ottenuto nella sua storia.